# Liste der Stolpersteine in Grenzach-Wyhlen
Die Liste der Stolpersteine in Grenzach-Wyhlen enthält 11 Stolpersteine, die im Rahmen des gleichnamigen Kunst-Projekts von Gunter Demnig am 22. Februar 2025 in Grenzach-Wyhlen verlegt wurden. Mit ihnen soll der Opfer des Nationalsozialismus gedacht werden, die in Grenzach-Wyhlen lebten.
Der Gemeinderat von Grenzach-Wyhlen stimmte am 27. Juni 2024 der Verlegung von Stolpersteinen im öffentlichen Raum zu. Das Aktionskomitee „Stolpersteine Grenzach-Wyhlen“ rief zu Spenden für die Realisierung des Projekts auf.

## Liste der Stolpersteine
Die Tabelle ist teilweise sortierbar; die Grundsortierung erfolgt alphabetisch nach Familien- und Vornamen.
| Bild | Inschrift | Standort          | Leben                                           |
| ---- | --- | ----------------- | ----------------------------------------------- |
|      | HIER WOHNTE GÜNTER STEIN JG. 1922 FLUCHT 1937 SCHWEIZ PALÄSTINA                                                    | Basler Straße 1 · | Günter Stein Schweiz → Palästina                |
|      | HIER WOHNTE HERBERT STEIN JG. 1923 FLUCHT 1937 SCHWEIZ PALÄSTINA                                                   | Basler Straße 1 · | Herbert Stein Schweiz → Palästina               |
|      | HIER WOHNTE LEOPOLD STEIN JG. 1893 FLUCHT 1937 SCHWEIZ PALÄSTINA                                                   | Basler Straße 1 · | Leopold Stein Schweiz → Palästina               |
|      | HIER WOHNTE TONI STEIN GEB. BLOCH JG. 1900 FLUCHT 1937 SCHWEIZ PALÄSTINA                                           | Basler Straße 1 · | Toni Stein Schweiz → Palästina                  |
|      | HIER WOHNTE ANNA BLOCH JG. 1898 DEPORTIERT 1940 GURS INTERNIERT DRANCY 1942 AUSCHWITZ ERMORDET                     | Basler Straße 7 · | Anna Bloch Camp de Gurs → Auschwitz             |
|      | HIER WOHNTE BERTA BLOCH GEB. BLOCH JG. 1866 DEPORTIERT 1940 GURS TOT 19. NOV. 1940                                 | Basler Straße 7 · | Berta Bloch Camp de Gurs                        |
|      | HIER WOHNTE JOSEPHINE BLOCH GEB. KLEEFELD JG. 1871 DEPORTIERT 1940 GURS FLUCHT 1942 SCHWEIZ                        | Basler Straße 7 · | Josephine Bloch Camp de Gurs → Schweiz          |
|      | HIER WOHNTE KARL BLOCH JG. 1896 'SCHUTZHAFT' 1938 KZ DACHAU DEPORTIERT 1940 GURS 1942 AUSCHWITZ ERMORDET 19.9.1942 | Basler Straße 7 · | Karl Bloch KZ Dachau → Camp de Gurs → Auschwitz |
|      | HIER WOHNTE PAULA BLOCH GEB. STRAUSS JG. 1905 DEPORTIERT 1940 GURS 1942 AUSCHWITZ ERMORDET                         | Basler Straße 7 · | Paula Bloch Camp de Gurs → Auschwitz            |
|      | HIER WOHNTE SALOMON BLOCH JG. 1867 'SCHUTZHAFT' 1938 KZ DACHAU DEPORTIERT 1940 GURS TOT 4. NOV. 1940               | Basler Straße 7 · | Salomon Bloch KZ Dachau → Camp de Gurs          |